# صموئيل إبستاين
صموئيل إبستاين (بالإنجليزية: Samuel Epstein)‏ هو أستاذ جامعي كندي، ولد في 9 ديسمبر 1919 في كوبرين في روسيا البيضاء، وتوفي في 17 سبتمبر 2001 في باسادينا في الولايات المتحدة.